# Ловци на мистерије
Ловци на мистерије (енгл. Mystery Hunters) је канадска документарна телевизијска серија усмерена на младу публику. Тинејџери Араја и Кристина желе открити постоје ли вампири, вукодлаци, вештице, НЛО-и, и духови. У томе им помаже и научник Дејвид Акер који користи најновију високу технологију.
Тинејџерски домаћини Араја и Kристина истражују извештаје из стварног живота о мистеријама као што су духови, легендарна бића, чудовишта, диносауруси и НЛО-и. Они покушавају да пронађу прихватљива објашњења за виђења и извештаје очевидаца који покрећу њихове истраге. У другом делу емисије, Сумњичави Дејв, којег глуми научник Дејвид Акер, покушава да објасни мистериозна искуства гледалаца, у сегменту под називом "В-Филес", као и начине како је могуће лажирати мистерије у сегменту под називом "Лабораторији мистерија".

## Радња
Програм започиње питањем које уводи два истраживања у мистерије које ће истражити. Араја и Кристина затим уводе гледаоце у мистерије. Затим следи "В-датотеке"; где Сумњичави Дејв одговара на питање гледаоца о некој мистериозној појави или догађају који је задесио гледаоца. Два водитеља затим крећу у детаљну истрагу о мистеријама, након чега следи сегмент под називом "Лабораторији мистерија" са Сумњичавим Дејвом који изводи неку врсту експеримента или лабораторијске демонстрације како би илустровао тачку која се најчешће односи на мистерије које Араја и Кристина истражују. Коначно, Араја и Кристина закључују своје приче. По завршетку сваког програма, водитељи се појављују заједно у комичној завршној сцени, обично завршавајући епизоду са паролом Ловаца на мистерије: "Запамтите, ствари нису увек онакве какве изгледају!"

## Епизоде
- Главни чланак: Списак епизода серије Ловци на мистерије

У раздобљу између 2002. и 2009. године, приказано је 78 епизода распоређених у 4 сезоне.

## Водитељи
- Кристина Броколини
- Араја Менгеша
- Дејвид Акер као Сумњичави Дејв

## Ликови

### Сумњичави Дејв
Сумњичави Дејв, којег глуми Дејвид Акер, има два сегмента у свакој епизоди, у којима даје више логичних одговора. У једном сегменту, он одговара на питања која су гледаоци емисије послали Ловцима на мистерије. У другом, он спроводи експеримент који има везе са темом епизоде (нпр. НЛО).

### Араја и Кристина
Араја Менгеша и Кристина Броколини су два истраживача који одлазе на разне локације како би истражили теме које су укључене у емисију. У већини епизода одлазе на одвојене локације, али у неким епизодама иду заједно на исту локацију.